# Гелен Медісон
Гелен Медісон (англ. Helene Madison, 19 червня 1913 — 27 листопада 1970) — американська плавчиня.
Олімпійська чемпіонка 1932 року.